# Rio Gârla Huţanilor
O Rio Gârla Huţanilor é um rio da Romênia, afluente do Siret, localizado no distrito de Botoşani.